# CAcert
CAcert is een certificaatautoriteit die het mogelijk maakt om via een zogenaamd "Web van vertrouwen" (web of trust) digitale certificaten aan te maken, zonder dat dit kosten met zich meebrengt. De server van CAcert is gevestigd in Nederland.
Met een digitaal certificaat is het mogelijk om e-mail, documenten (PDF, Word en andere), software en servers van een digitale handtekening te voorzien. De ontvanger van de e-mail kan door middel van deze handtekening nagaan of de persoon die zegt de afzender te zijn ook daadwerkelijk die persoon is.